# Johann (Marle und Soissons)

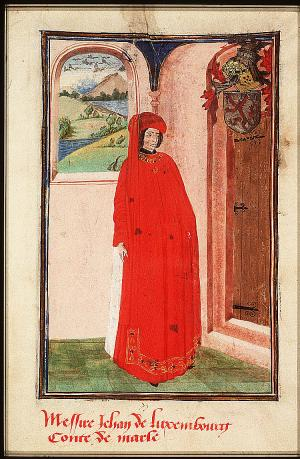
Johann von Luxemburg im Wappenbuch des Ordens vom Goldenen Vlies (Den Haag, KB, 76 E 10, fol. 77r)

Johann von Luxemburg (französisch: Jean de Luxembourg, * um 1436; † 22. Juni 1476 in Murten) aus dem Haus Luxemburg-Ligny war Graf von Marle und Soissons und burgundischer Truppenführer.

Johanns Eltern waren Ludwig I. von Luxemburg, Gf. von Saint-Pol († 1475) und Johanna von Bar. Nach dem Tode seiner Mutter erbte er 1462 die Grafschaften Marle und Soissons.
Er diente den Herzögen von Burgund, Philipp der Gute und Karl der Kühne als Truppenführer. Herzog Karl ernannte ihn 1471 zum Anführer der Nachhut in der burgundischen Armee, und 1473 wurde er in den Orden vom Goldenen Vlies aufgenommen. Am 22. Juni 1476 fiel Johann während der Schlacht bei Murten.

Da er unverheiratet starb, ging sein Besitz an seinen Bruder Peter II. über.

## Bibliographie
- Raphael de Smedt (Hrsg.): Les chevaliers de l'ordre de la Toison d'or au XVe siècle. Notices bio-bibliographiques. 2. verbesserte Auflage. Peter Lang, Frankfurt 2000, ISBN 3-631-36017-7, S. 176f. (Kieler Werkstücke. D 3).

| Vorgänger | Amt                         | Nachfolger               |
| --------- | --------------------------- | ------------------------ |
| Jeanne    | Graf von Marle 1462–1476    | Pierre II. de Luxembourg |
| Jeanne    | Graf von Soissons 1462–1476 | Pierre II. de Luxembourg |

| Personendaten    | Personendaten                                               |
| ---------------- | ----------------------------------------------------------- |
| NAME             | Johann                                                      |
| ALTERNATIVNAMEN  | Johann von Luxemburg; Jean de Luxembourg                    |
| KURZBESCHREIBUNG | Graf von Marle und Soissons und burgundischer Truppenführer |
| GEBURTSDATUM     | um 1436                                                     |
| STERBEDATUM      | 22. Juni 1476                                               |
| STERBEORT        | Murten                                                      |